# Abderrahim Boumes
Abderrahim Boumes est un acteur français né le 18 avril 1984.

## Filmographie

### Cinéma
- 2008 Les insoumis de Claude Michel Rome
- 2007 : Tel père telle fille d'Olivier de Plas

### Télévision
- 2010: Victoire Bonnot, épisode 3
- 2009 Aicha de Yamina Benguigui
- 2007 : L'Embrasement de Philippe Triboit
- 2006 : Plus belle la vie de Christophe Andrei et Pascal Heylbroeck : Kader Besra
- 2004 : Julie Lescaut

## Théâtre
- Le Songe d'une nuit d'été de William Shakespeare, m.e.s. Ahmed Madani
- Méfiez-vous de la pierre à barbe, m.e.s. Ahmed Madani
- Encore heureux qu'on va vers l'an 2000 m.e.s. Ahmed Madani pour le festival d'Avignon